# William Albright
William Albright (* 20. Oktober 1944 in Gary/Indiana; † 17. September 1998 in Ann Arbor/Michigan) war ein US-amerikanischer Komponist, Pianist und Organist.

## Leben
Albright studierte von 1959 bis 1962 an der Juilliard School Klavier bei Rosetta Goodkind und Musiktheorie und Komposition bei Hugh Aitken. Zwischen 1963 und 1970 setzte er seine Ausbildung an der University of Michigan bei Marilyn Mason (Orgel) sowie Ross Lee Finney und Leslie Basset (Komposition) fort. Als Fulbright-Stipendiat war er 1968–69 Schüler von Olivier Messiaen am Pariser Konservatorium. Weitere Lehrer waren u. a. George Rochberg und Max Deutsch.
Mit Alliance for Orchestra erlangte Albright 1970 den Grad eines Doctor of musical arts. Im gleichen Jahr begann er an der University of Michigan zu unterrichten und wurde 1982 zum Professor ernannt. Im Mittelpunkt seines wissenschaftlichen und pianistischen Interesses stand der Ragtime und dessen bedeutendster Vertreter Scott Joplin. In seinen Orgelwerken war er hingegen stark von Messiaen beeinflusst. Zu seinen Schülern zählten Karólína Eiríksdóttir und Kristin Kuster.

## Werke
- Frescos für Holzbläserquartett, 1964
- Danse macabre für Flöte, Klarinette, Violine, Cello und Klavier, 1971
- Take That für vier Perkussionisten, 1972
- Doo-dah für drei Alt-Saxophone, 1975
- Jericho für Trompete und Orgel, 1976
- Peace Pipe für zwei Fagotte, 1976
- Romance für Horn und Orgel, 1981
- The Enigma Syncopations für Flöte, Bass, Orgel und Perkussion, 1982
- Brass Tacks, ragtime march für Blechbläserquartett, 1983
- Canon in D für Bass und Cembalo, 1984
- Sonata für Alt-Saxophon und Klavier, 1984
- Clarinet Quintet, 1987
- Abiding Passions for Wind Quintet, 1988
- Valley of Fire für Saxophonquartett und Orgel, 1989
- The Great Amen für Flöte und Klavier, 1992
- Pit Band für Alt-Saxophon, Bassklarinette und Klavier, 1993
- Rustles of Spring für Flöte, Alt-Saxophon, Violine, Cello und Klavier, 1994
- Fantasy Etudes for Saxophone Quartet, 1995